# Christlich-soziale Partei (Deutsches Kaiserreich)
Die Christlich-soziale Partei (CSP) war eine  am 5. Januar 1878 gegründete christlich-konservative und antisemitische Partei im deutschen Kaiserreich.

## Geschichte
Die CSP wurde am 5. Januar 1878, zwei Tage nach den Vorgängen in der Eiskeller-Versammlung, von Adolf Stoecker in Berlin als Christlichsoziale Arbeiterpartei (CSAP) in einem kleinen Kreis von Anhängern unter Ausschluss der Öffentlichkeit gegründet. Sie „sollte nach Stoeckers Gründungszielen die große politische und sozialpolitische Alternative zur Sozialdemokratie werden“ (Brakelmann). Nach der Wahlschlappe am 30. Juli 1878 (insgesamt 2310 Stimmen, davon 1422 aus Berlin) zog die Partei die Konsequenz und wendete sich seit 1881 dem konservativen Kleinbürgertum zu und benannte sich fortan als „christlichsoziale Partei“.
Stoecker gelang es zu Anfang 1878, die öffentliche Aufmerksamkeit dadurch zu erregen, dass er den sozialdemokratischen Agitatoren in ihren Versammlungen kräftig entgegentrat. Ermutigt durch vielseitigen Beifall entschloss er sich, eine „christlich-sociale“ Arbeiterpartei zu gründen. Sie vertrat vor allem christlich-nationale und sowohl antisozialistische als auch antikapitalistische Thesen.
Die Partei hatte als Parteiprogramm:
- Gründung obligatorischer Fachgenossenschaften
- Regelung des Lehrlingswesens
- gewerbliche Schiedsgerichte
- obligatorische Witwen- und Waisen-, Invaliditäts- und Alterversorgungskassen
- Normalarbeitstag
- Fabrikgesetze
- Wiederherstellung der Wuchergesetze
- progressive Einkommen- und Erbschaftssteuern

Dieses Programm erregte Widerstand bei konservativen Sozialpolitikern und der unmittelbare Erfolg auf die Sozialdemokratie blieb sehr gering.

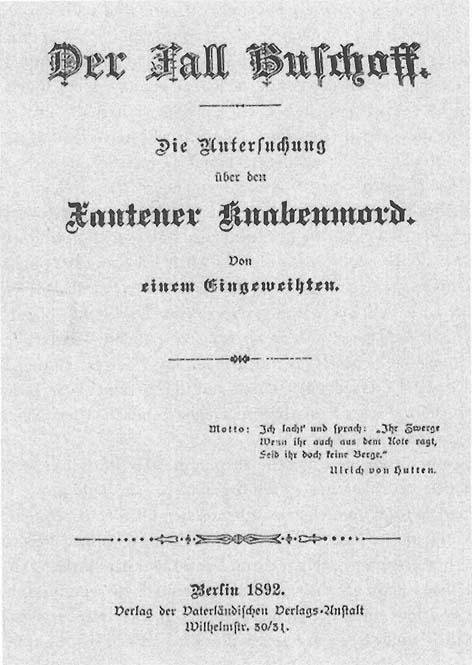
Christlich-soziale Schrift zum Xantener Ritualmordvorwurf, 1892

 Die Partei richtete sich neu aus auf die unteren Mittelschichten und schloss sich der antisemitischen Bewegung an. Das verbindende Element der widersprüchlichen Programmmischung war nun ihr Antisemitismus: Linksliberale und Sozialisten bezeichnete sie als „verjudet“, so wie ihr Antipode, die Eigentümer der großen Kapitalien, „verjudet“ seien. Ein weltverschwörerisch agierendes „internationales Judentum“ plane die Vernichtung u. a. des „deutschen Volkes“ (zu dem die Christlich-Sozialen die jüdischen Deutschen nicht rechneten). 
Die CSP schloss sich zunächst der Deutsch-Konservativen Partei (DKP) an. Auf deren „Tivoli-Parteitag“ 1892 gelang es den Antisemiten in der DKP unter christlich-sozialer Führung, den Antisemitismus im Parteiprogramm zu verankern. An den antisemitischen Kampagnen der 1880er- und 1890er-Jahre beteiligten sich die Christlich-Sozialen mit hohem Einsatz. Zu den bevorzugten Themen gehörten Ritualmordanklagen gegen die jüdische Minderheit, die sie in ihren Parteizeitungen und in anderen Schriften umfangreich verbreiteten.
Nach der durch Skandale ihres Führers Adolf Stoecker bewirkten erzwungenen Trennung von der DKP 1896 gingen die Christlich-Sozialen – nun wieder als CSP – Bündnisse mit anderen antisemitischen Zusammenschlüssen wie dem Bund der Landwirte und der Deutschsozialen Partei ein.
Der Gegensatz, der sich innerhalb der inzwischen auf ganz Deutschland ausgedehnten Partei selbst zwischen der stoeckerschen Richtung und einer jüngeren, den Sozialismus schärfer betonenden der Pfarrer Friedrich Naumann und Paul Göhre gebildet hatte, führte auf dem Parteitag in Eisenach (1895) zu einer Trennung in zwei Gruppen, aber zu keiner grundsätzlichen Scheidung. Dagegen stieß die konservative Parteileitung Ende 1895 die Naumannsche, um das Blatt „Die Hilfe“ gruppierte Richtung entschieden von sich ab, worauf diese den Nationalsozialen Verein gründete.
Die meisten Mitglieder der CSP, so auch der Reichstagsabgeordnete Reinhard Mumm, der nach Stoeckers Tod dessen Wahlkreis übernommen hatte, schlossen sich 1918 der neu gegründeten Deutschnationalen Volkspartei an, verließen sie aber um 1929 wegen der antisozialen Politik Alfred Hugenbergs wieder und schlossen sich dem Christlich-Sozialen Volksdienst an.

## Präsidenten bzw. Vorsitzende
- 1878–1909 Adolf Stoecker
- 1909–1912 Franz Behrens
- 1912–1916 Wilhelm Philipps
- 1916–1918 Georg Burckhardt, unterstützt von Wilhelm Wallbaum

## Wahlerfolge
Politiker der CSP konnten bei den Reichstagswahlen im Kaiserreich folgende Wahlkreise gewinnen:
- Siegen-Wittgenstein-Biedenkopf (Adolf Stoecker 1898, 1903 und 1907, Reinhard Mumm 1912)
- Dillkreis-Oberwesterwaldkreis (Franz Behrens 1907 und 1912)
- Wetzlar-Altenkirchen (Georg Burckhardt 1903, 1907 und 1912)